# Tomoya Miki
Tomoya Miki (見木 友哉 Miki Tomoya?), född 28 mars 1998 i Kanagawa prefektur, är en japansk fotbollsspelare.
Miki började sin karriär 2019 i JEF United Chiba.